# Brazilské jiu-jitsu

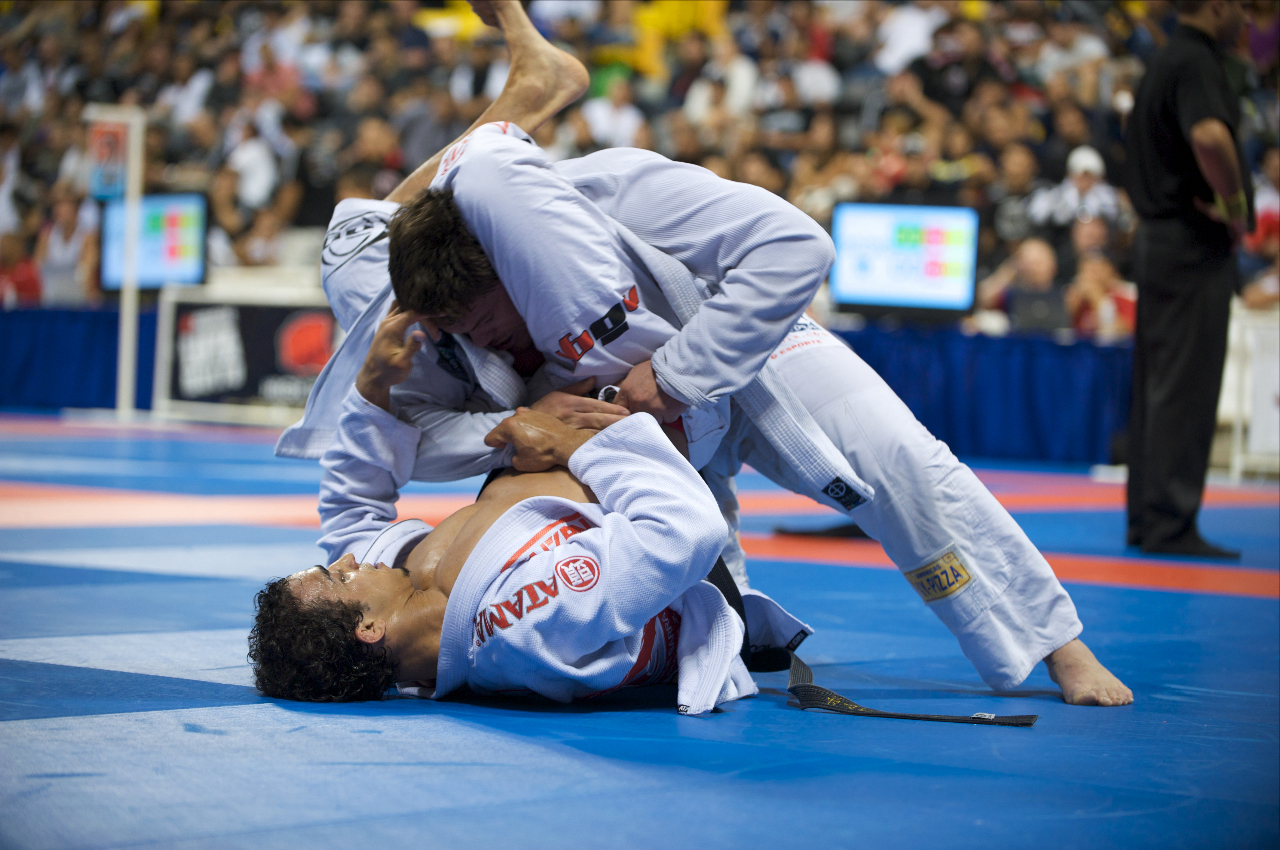
Trianglové škrcení v BJJ

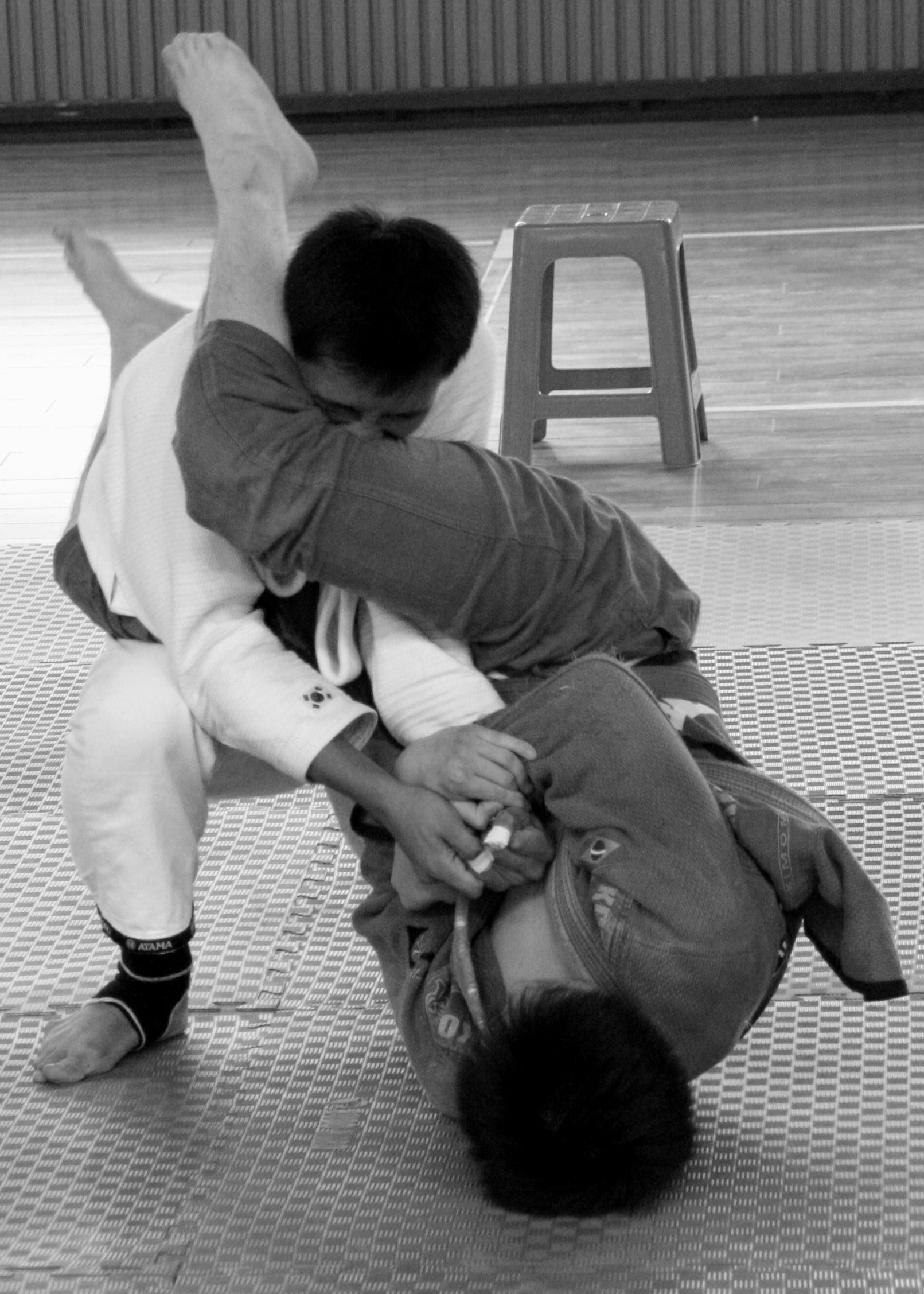
Páčení / lámaní ruky v BJJ

Brazilské jiu-jitsu (BJJ) (ve Spojených státech často zjednodušeně Jiu-jitsu, též v českém přepisu Brazilské džiu-džitsu) je brazilské bojové umění a úpolový sport, který se vyvinul z juda, jež se samo vyvinulo z japonského jiu-jitsu (v anglofonním světě dnes známo ve své sportovní verzi jako ju-jitsu – Ju-Jitsu International Federation, v případě tradičních japonských stylů jako jujutsu, český přepis: džúdžucu). Pojmenování se odvijí z dob, kdy bylo ještě judo pokládáno jako jedna ze škol jiu-jitsu a proto japonští vyslanci zakladatele juda, Džigora Kana, byli tehdy v Brazílii známí jako učitelé Kano-ryu jiu-jitsu. Učení japonských mistrů se postupně v Brazílii pod vlivem místních poměrů, především častého vzájemného poměřování stylů, uzpůsobovalo a rozvijelo, což dalo vznik brazilskému jiu-jitsu jako samostatnému bojovému umění a sportu.
Brazilské jiu-jitsu patří dnes k nejúspěšnějším bojovým stylům současnosti. Za svou popularitu vděčí rozvětvené rodině Graciů, která ho proslavila díky svému vítěznému tažení ve vzájemném poměřování bojových stylů, které vyvrcholilo jejich výhrami v turnajích nejznámější organizace vzešlé z těchto soubojů, v UFC. Někdy je proto nazýváno jako Gracie jiu-jitsu, i když ne všichni zakladatelé BJJ byli příslušníci rodiny Graciů.

## Základní filosofie
Brazilské jiu-jitsu vychází z japonské školy bojových umění Kodokanu. Je založena na výcvikové metodice sestavené Džigoró Kanóem. Brazilské jiu-jitsu však postrádá charakteristické rysy japonských bojových umění (budó), které vycházejí z několika filosofických směrů – konfucianismus, zen, šintoismus. V brazilském jiu-jitsu se objevují prvky známé z capoeiry jako „malícia“ nebo „malandragem“. Tedy základní filosofie brazilského jiu-jitsu má původ v Africe.

## Historie
Historie Brazilské jiu-jitsu začíná na začátku 20. století. V tomto období začali do Brazílie proudit imigranti z Japonska. Jedním z imigrantů byl v roce 1914 Japonec Micuo „Otávio“ Maeda přezdívaný Conde Koma (hrabě Koma), který během svých školských let v Japonsku zápasil v sumó a studoval bojová umění v Kodokanu. Maeda měl zkušenosti s výukou juda a také si vydělával zápasením v klubech a cirkusech. Jedním z jeho žáků byl v Belému Carlos Gracie.
Carlos Gracie v roce 1925 zakládá společně se svými bratry v Rio de Janeiru akademii jiu-jitsu. V každém větším brazilském městě postupně zakládali nové akademie jiu-jitsu a začali narážet na jiné výukové systémy japonských bojových umění džúdžucu – například škola Gea Omoriho v São Paulu na něhož se odkazuje současná brazilská judistická federace. Rodina Graciů a další instruktoři japonských bojových stylů v Brazílii začínají soupeřit se zápasníky z jiných bojových stylů. Zvláště v období velká hospodářská krize po roce 1929. Tyto souboje se nazývaly vale tudo a jsou předchůdcem dnešních zápasů v MMA.
Ve třicátých letech dvacátého století se k moci dostává autoritářský prezident Getúlio Vargas. Ten v průběhu druhé světové války zavírá japonské školy a představitele japonské elity v Brazílii posílá do vězení. Vargas dále zakázal příliv nových imigrantů z Japonska. Zákaz byl zrušen až v padesátých letech. Rodina Graciů se přizpůsobila době a prakticky svůj bojový styl jiu-jitsu z Japonska vykořenila tj. vznikla předpona „brazilské“.

### Brazilské jiu-jitsu v USA
V sedmdesátých letech dvacátého století se část rodiny Graciů odstěhovala do Spojených států konkrétně do Kalifornie. Rorion Gracie se prosadil jako choreograf bojových scén v Hollywoodu a tím se dostalo brazilské jiu-jitsu do povědomí široké veřejnosti. V roce 1993 rodina Graciů stála u vzniku Ultimate Fighting Championship (UFC). Profesionální soutěž UFC se začala vysílat do celého světa a dala popularitu bojovému fenoménu Mixed martial arts. Techniky v boji na zemi z brazilského jiu-jitsu vyučuje armáda Spojených států.
Obrovský úspěch brazilského jiu-jitsu ve Spojených státech a celosvětově vedl k registraci značky „Gracie jiu-jitsu“ (franšízing).

## Styl boje
Brazilské jiu-Jitsu se zaměřuje na boj na zemi a využití donucovacích technik páčení a škrcení. BJJ umožňuje širokou škálu technik uchopení, škrcení, páčení a hodů . Základní filozofií je, že většina z výhod většího, silnějšího soupeře pochází z dosahu paží a silnějších úderů, které po uchopení a následném škrcení, páčení nebo znehybnění značně zeslábnou. Umění tak podporuje zásadu, že menší, slabší člověk se může úspěšně bránit proti většímu, silnějšímu útočníkovi pomocí správné techniky, především uplatňováním páčení a škrcení.

## Pravidla
Jak lze vyhrát:
- vzdáním soupeře (submission) – poklepáním (tap) nebo verbálně
- v prodloužení
  - kategorie malých dětí od 7-9 let nemá na výběr a bude vždy bojovat ze zad
  - po uplynutí limitu proběhne prodloužení. Jeden ze zápasníků (určeno losem) si vybere pozici, ve které chce bojovat: buď „záda se seatbeltem“ nebo „spiderweb“ (pozice držení armbaru s jednou rukou na zemi). Cílem je donutit soupeře se vzdát a cílem soupeře je se dostat do bezpečné pozice. Poté se pozice vymění a druhý si vybírá začínající pozici. Vždy se měří čas. Vyhrává rychlejší submission. Pokud není submission, vyhrává rychlejší únik.
- rozhodnutím rozhodčího
  - pokud se soupeř vyhýbá boji, bude nejdříve ústně vyzván rozhodčím k boji. Poté bude vždy v průběhu 10 sekund napomínán. Pokud obdrží za zápas 3 napomenutí, bude diskvalifikován.
  - jako vyhýbání boji je posuzován ten případ, kdy jeden ze závodníků je na zemi (guard) a druhý (stojící) nemá v úmyslu procházet jeho guard
  - jestliže rozhodčí cítí, že se závodník nemůže bránit nebo cítí, že jeho zdraví je v ohrožení, tak rozhodčí ukončí zápas (pouze dětské kategorie)
  - jestliže zápasník poruší dvakrát pravidla, bude rozhodčím diskvalifikován
  - diskvalifikací soupeře na vyhýbání se boji

Zakázané techniky (fauly):

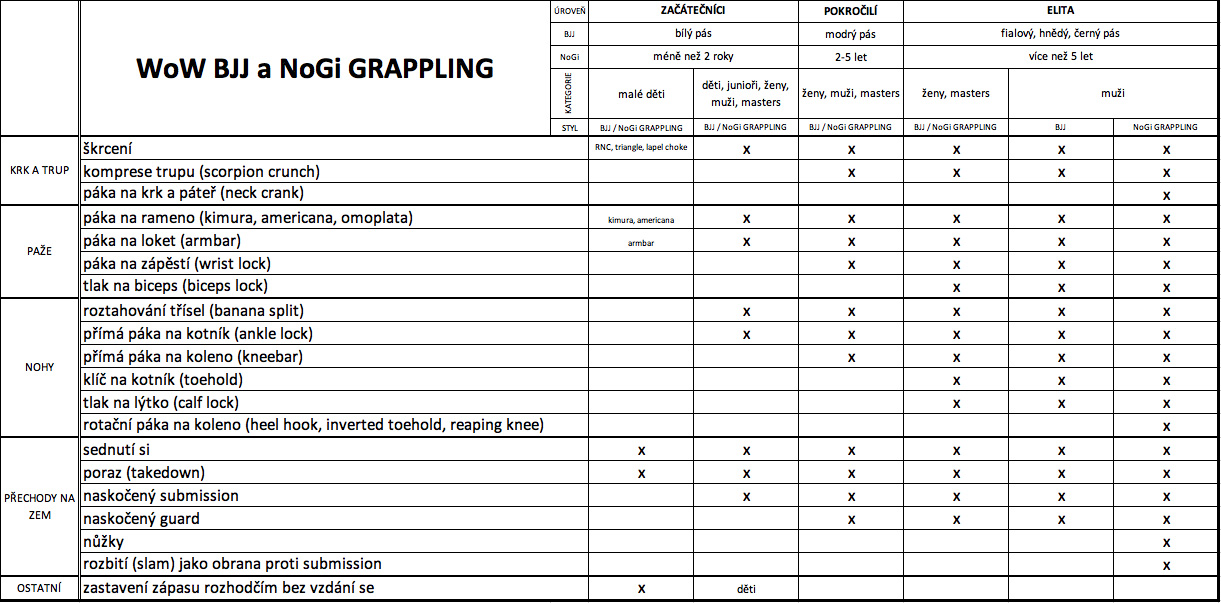

- dávání rukou, kolen a loktů do obličeje a rozkroku soupeře
- píchání do očí a strkání prstů do úst
- chytání za uši a tahání za vlasy
- jakékoliv kousání, škrábání a štípání
- jakékoliv údery a kopy
- chytání za méně než 4 prsty na ruce (páka na prsty) či méně než 5 prstů na noze
- jakékoliv chytání za oděv (platí pouze v NoGi Grappling)
- použití kluzké substance (olej, vazelína) na těle nebo oblečení
- sevření ohryzku
- rozbití o zem (slam)
- hod na hlavu nebo krk

## Mezinárodní brazilské jiu-jitsu

### Profesionální
V roce 1999 zakládá Carlos Gracie junior Mezinárodní federaci brazilského jiu-jitsu (IBJJF), která je řídícím orgánem brazilského jiu-jitsu.

### Amatérské
V roce 2007 Mezinárodní zápasnická federace zařadila mezi své disciplíny i zápas v „Gi“, jenž vychází z pravidel brazilského jiu-jitsu.

## Technické stupně

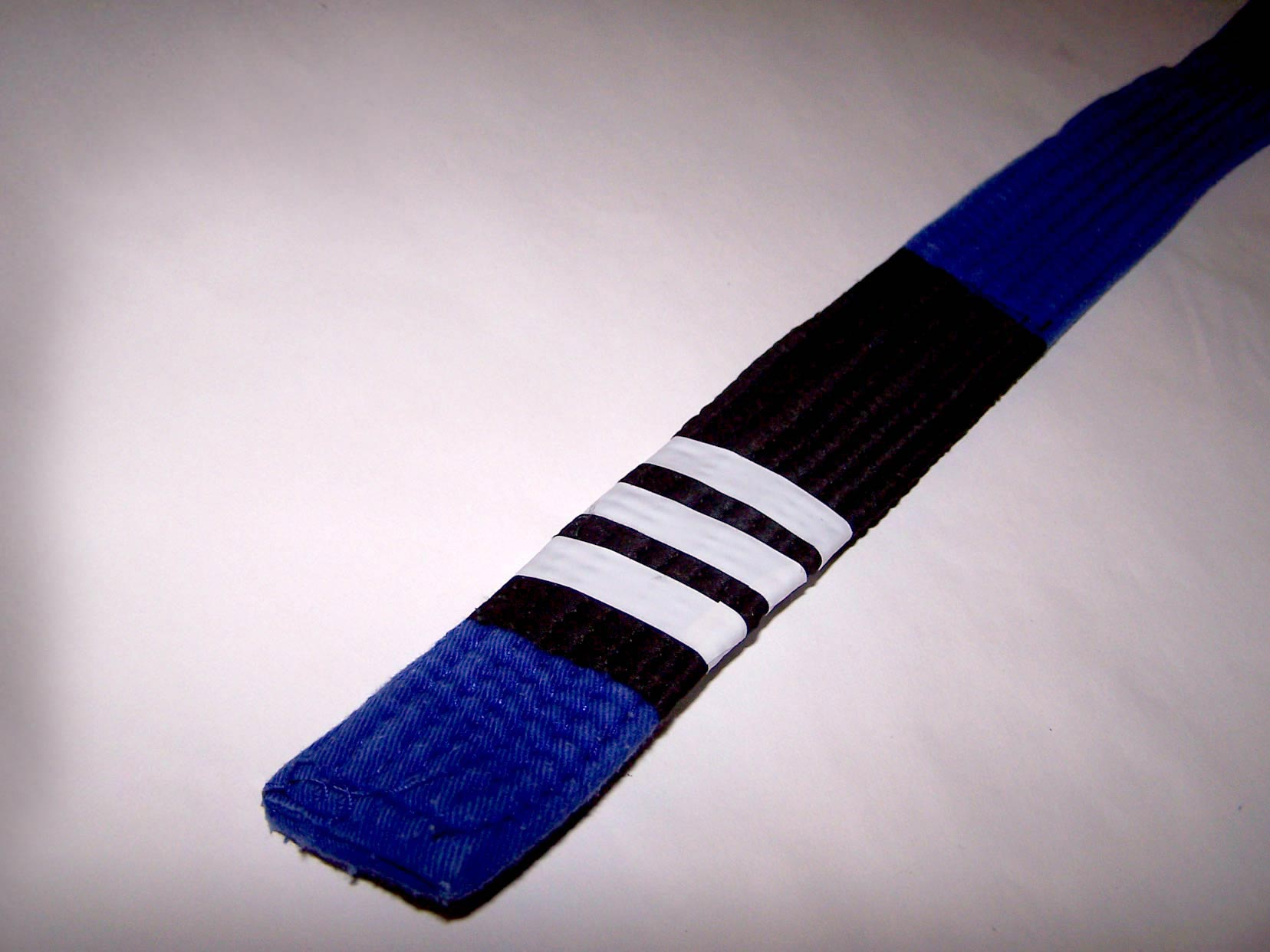
Modrý pásek se 3 bílými pruhy.

Pro rozlišení zkušeností a pro motivaci cvičenců existuje v BJJ systém páskování, který má původ v Judu. Nejdříve je 5 druhů barevných pásků a pak následují černé pásky s celkem 10 stupni. Na rozdíl od většiny bojových sportů se nový stupeň neuděluje zkouškami, ale rozhoduje o tom trenér na základě zkušeností jedince. V úvahu se také bere, jak dlouho daný člověk cvičí a jak často, jeho dovednosti a celkové nasazení. Nový technický stupeň udělují jen černé pásky. Některé školy navíc pro větší rozlišení rozdávají bílé proužky, které značí, jak blízko je cvičenec k vyššímu stupni. V každém technickém stupni je možno dostat až 4 bílé proužky, které se připevní na konec pásku.
| Bílý    |
| Modrý   |
| Fialový |
| Hnědý   |
| Černý   |

| Bílý     |
| Šedý     |
| Žlutý    |
| Oranžový |
| Zelený   |

#### Česká
- Gurgel F. – Brazilské džiudžicu, základní technika, Naše Vojsko 2009 (pozn. osobitně napsána a přeložena)
- Gurgel F. – Brazilské džiudžicu, technika pro pokročilé, Naše Vojsko 2009 (pozn. osobitně napsána a přeložena)

#### Zahraniční
- Danaher J., Gracie R. – Mastering Jujitsu, Human Kinetics 2003
- Peligro K. – The Gracie way, Invisible Cities Press Llc 2003
- Ribeiro S., Howell K. – Jiu-Jitsu University, Victory Belt Publishing 2007